# Exposition nationale canadienne

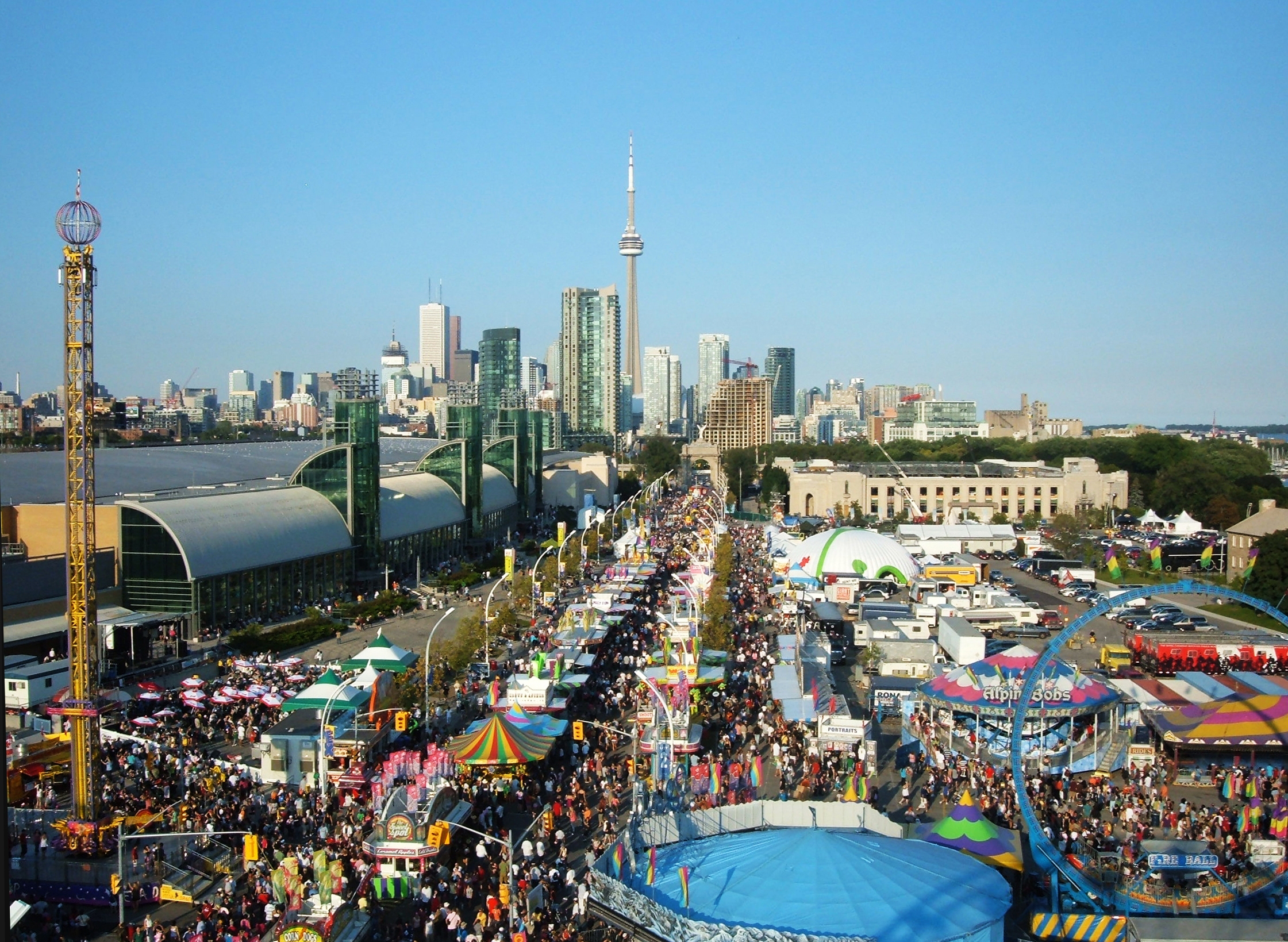
L’Exposition nationale canadienne le 31 août 2008

Pour les articles homonymes, voir CNE.
L'Exposition nationale canadienne (ENC), ou Canadian National Exhibition (CNE) en anglais, est une fête foraine estivale se déroulant chaque année au parc des expositions de Toronto, en Ontario, au Canada. Avec 1,3 million de visiteurs, elle est la plus grande fête foraine du Canada, et la cinquième plus importante fête foraine d'Amérique du Nord.

## Historique
La première édition a eu lieu en 1879 et a rassemblé 100 000 personnes.
En clôture de la fête a lieu un meeting aérien, le spectacle aérien international du Canada, qui dure trois jours.